# Johan Arneng
Johan Arneng, född 14 juni 1979 i Uddevalla, är en svensk före detta fotbollsspelare (mittfältare) och expertkommentator.

## Karriär
Arneng började spela fotboll i IK Oddevold. Därefter flyttade familjen Arneng till Värmland och det blev spel i bland annat IFK Sunne. Han gick därefter på fotbollsgymnasiet i Degerfors. Som 18-åring flyttade Arneng till Empoli i Italien och blev ungdomsproffs i Empoli FC. Efter den säsongen flyttade han inför hösten 1999 till Norge för spel i Raufoss IL. Efter tre säsonger i Opplandsklubben flyttade Arneng till Oslo där han spelade en säsong med Vålerengen.
I februari 2003 skrev Arneng på för regerande svenska mästarna Djurgårdens IF som behövde en ersättare till Stefan Rehn. Johan Arneng bildade därefter mittfält med Kim Källström och Andreas "Adde" Johansson under första året och vann SM-guld med 58 poäng. Efter guldsäsongen 2003 fick Arneng prova på spel i svenska A-landslaget i början av år 2004. I augusti 2004 gjorde Arneng mål mot Juventus FC på Råsunda i Champions League-kvalets sista kvalomgång där Juventus gick vidare med sammanlagt 6–3. Säsongerna 2003–2006 spelade Arneng oftast som en av två defensiva mittfältare i lagets 4–3–3-system. Säsongen 2007 spelade Arneng som ensam defensiv mittfältare i lagets nya 4–1-3–2-system fram till juli då Aki Riihilahti köptes in och tog över rollen, vilket medförde att Arneng flyttades ut som högermittfältare. Arneng hade tröjnummer 16 i Vålerenga och nummer 7 i Djurgården.
Kontraktet med Djurgården gällde till sista december 2008 men drygt ett år innan köpte norska Tippeliga-klubben Aalesunds FK loss Arneng från kontraktet för en ej offentliggjord summa. Kontraktet med Aalesunds FK löpte över säsongerna 2008, 2009 och 2010. I december 2010, strax innan julafton, blev Arneng klar för Syrianska FC. Arneng stannade i Syrianska FC t.o.m säsongen 2012. Den 31 januari 2013 skrev han på ett tvåårskontrakt med uppsalaklubben IK Sirius FK.
Arneng fanns med i diskussionerna om en plats i Lars Lagerbäcks VM-trupp till VM i Tyskland 2006.
Johan Arneng är numera även kommentator för Discovery+ där han kommenterar matcher från Allsvenskan.

## Person
Under tiden då Djurgårdens IF tränades av Kjell Jonevret skall Johan Arneng kommit i konflikt med denne. Vid senare tillfälle, efter ett tränarbyte i Djurgårdens IF talade Arneng i tidningen Expressen om att han uppfattat miljön under Jonevrets ledning som "oprofessionell" och påtalat detta för Jonevret, varvid misstycke ska ha uppstått.
Under 2005 dog en av Johan Arnengs nyfödda tvillingsöner, vilket föranledde en längre konvalescens från Djurgårdens IF:s matcher. Själv refererade Arneng till perioden som den svåraste i hans liv. När Arneng sedan åter blev aktiv inom Djurgårdens IF ryktades det om en eventuell förflyttning från klubben och staden i syfte att byta miljö efter svårigheterna men Arneng bestämde sig för att stanna i Djurgårdens IF.

## Meriter
- Mästare, Allsvenskan, 2003, 2005
- Mästare, Svenska cupen, 2004, 2005
- Mästare, Norska Cupen, 2002, 2009
- Mästare, Division 1 Norra, 2013
- Juniormästare, Italien, (med Empoli FC)
- A-landskamper för Sverige

## Säsongsfacit (seriematcher / seriemål)
- 2014: 27 / 2 (Sirius, Superettan) [6]
- 2013: 21 / 3 + 6 st assist (Sirius, Division 1 Norra) [6]
- 2012: 28 / 0 (Syrianska, Allsvenskan)
- 2011: 13 / 0 (Syrianska, Allsvenskan)
- 2010: 25 / 1
- 2009: 27 / 2
- 2008: 21 / 1
- 2007: 22 / 1
- 2006: 19 / 0
- 2005: 24 / 3
- 2004: 25 / 3
- 2003: 23 / 2
- 2002: 21 / 3
- 2001: 29 / 5 (källa)
- 2000: 23 / 6 (källa)
- 1999: 15 / 1 (källa)